# Квадратов, Михаил Евгеньевич
Михаи́л Евге́ньевич Квадра́тов (Кудря́вцев) (род. 4 марта 1962, Сарапул, Удмуртская АССР) — русский поэт, прозаик.

## Биография
Окончил Московский инженерно-физический институт  (с 2009 года — Национальный исследовательский ядерный университет «МИФИ»), факультет экспериментальной и теоретической физики, кандидат физико-математических наук. Печатался в журналах «Знамя», «Волга», «Новый берег», «Современная поэзия» и др. Живёт в Москве.

## Отзывы
Первые вечера чтения романа Квадратова убаюкивают — красиво, поэтично, тягуче. Третья ночь вернула читателя на исхоженные пешком Басманки, в круги возле Лефортова с неизменным попаданием на АБВГДЕйку. Возвращение назад, в несусветные подвалы памяти, где происходит больше, чем выносится на свет. И надо стать гномом, гномием, чтобы снова все увидеть, вспомнить и пережить.
Александр ПАВЛОВ. Поэт. Литературный критик. Зинзивер. 2014. № 9.
Ценители давно знают Михаила Квадратова, одного из самых своеобразных поэтов теперешней России. Многим казалось, что его стихи, в которых чудесные существа совершают чудесные поступки, отделены непреодолимым рвом от окружающей нас реальности. Написав свой первый роман, Квадратов этот ров самолично засыпал, снабдив свой стихотворный архипелаг ясной координатной сеткой. Это роман обманный, протеический, оборачивающийся то трактатом, то путеводителем, то каталогом, то космогоническим сказанием. «Гномья яма» — это и жилище гномов, гномиев, гномиусов — агентов земляной стихии, и Москва девяностых годов, где русские мальчики и русские дяденьки, оказавшись на развалинах прежней жизни, бродили по-броуновски, сновали туда-сюда деловыми сомнамбулами, грузили, таскали, пересчитывали и переписывали случайно привязавшийся к ним товар. Портрет этой эпохи в исполнении Квадратова одновременно и узнаваем, и непривычен, что делает его особенно убедительным. 
Игорь Караулов. Поэт, эссеист. «Известия».

## Награды, премии
- Шорт-лист Григорьевской премии за 2016 г.[3]

## Рецензии, интервью, прочее
- Страница в Журнальном зале.[4]
- Страница на «Новой карте русской литературы».[5]
- Отчет о выступлении в г. Череповец.[6]
- Литературное радио[7].
- Страница в Читальном зале[8].